# Valksnäckor
Valksnäckor (Muricidae) är en familj av snäckor. De kallas även purpursnäckor, men det är bara ett fåtal arter som har ett purpurfärgat sekret. Det stora flertalet arter kännetecknas av skalet har tre stora längsgående valkar.  Valksnäckor ingår i ordningen Neogastropoda, klassen snäckor, fylum blötdjur och riket djur. Enligt MolluscaBase omfattar familjen Muricidae 2 258 arter.

## Bildgalleri

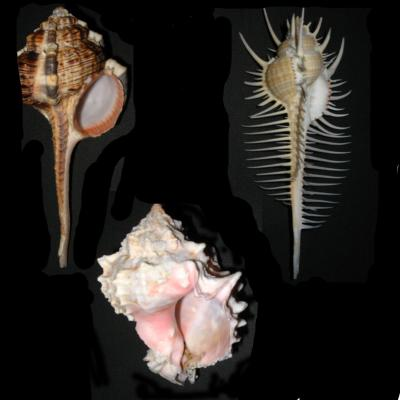
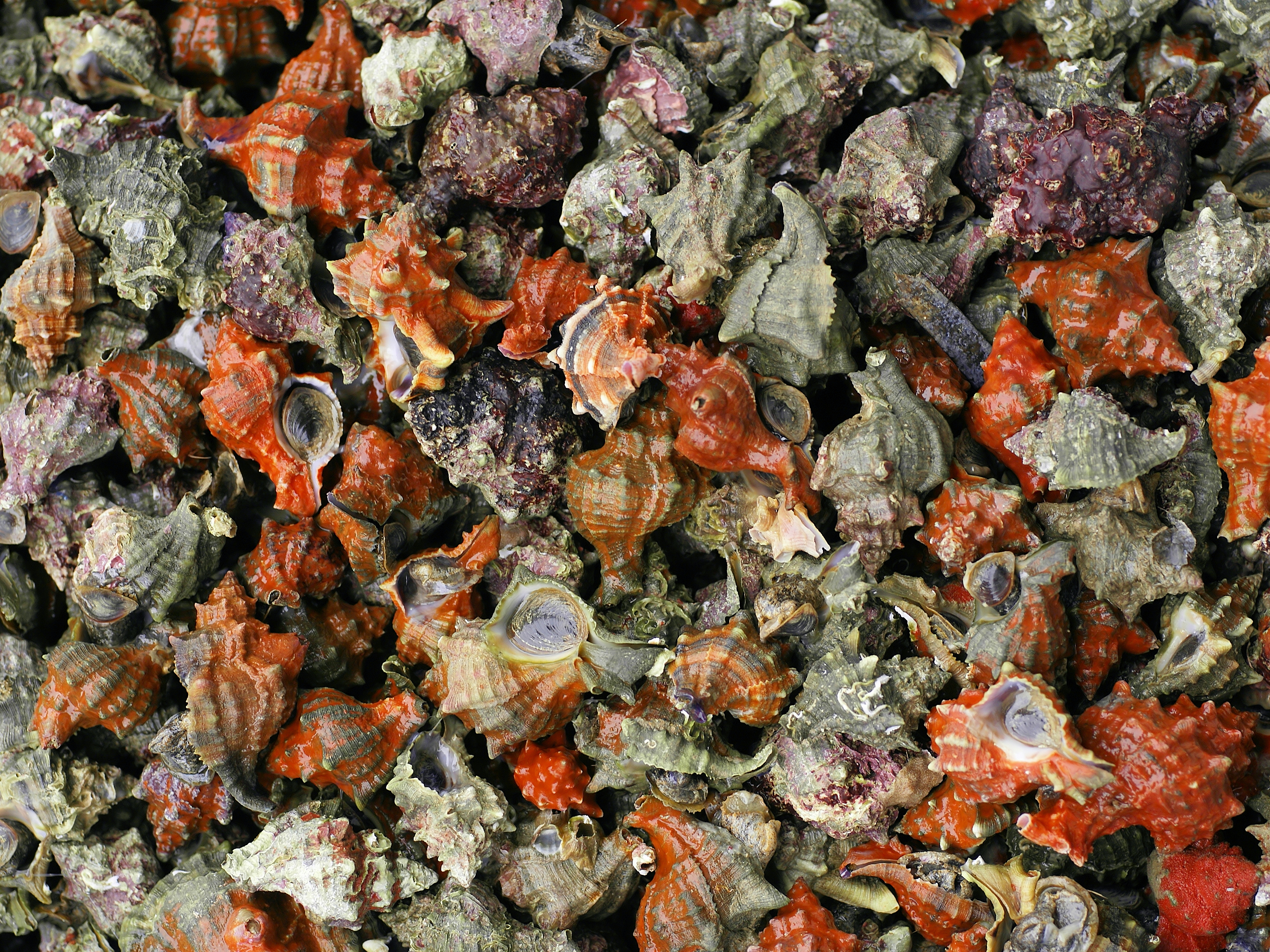
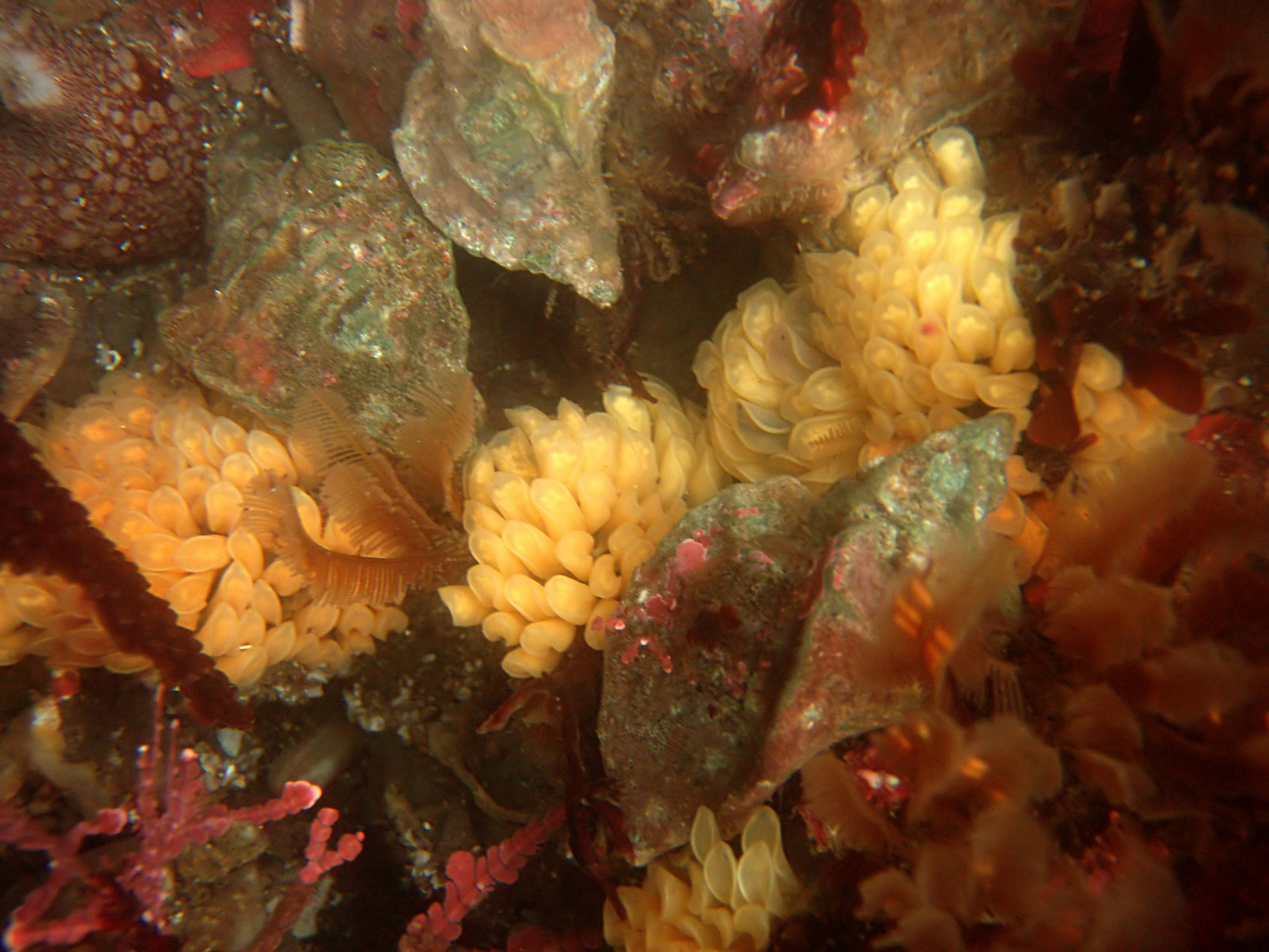
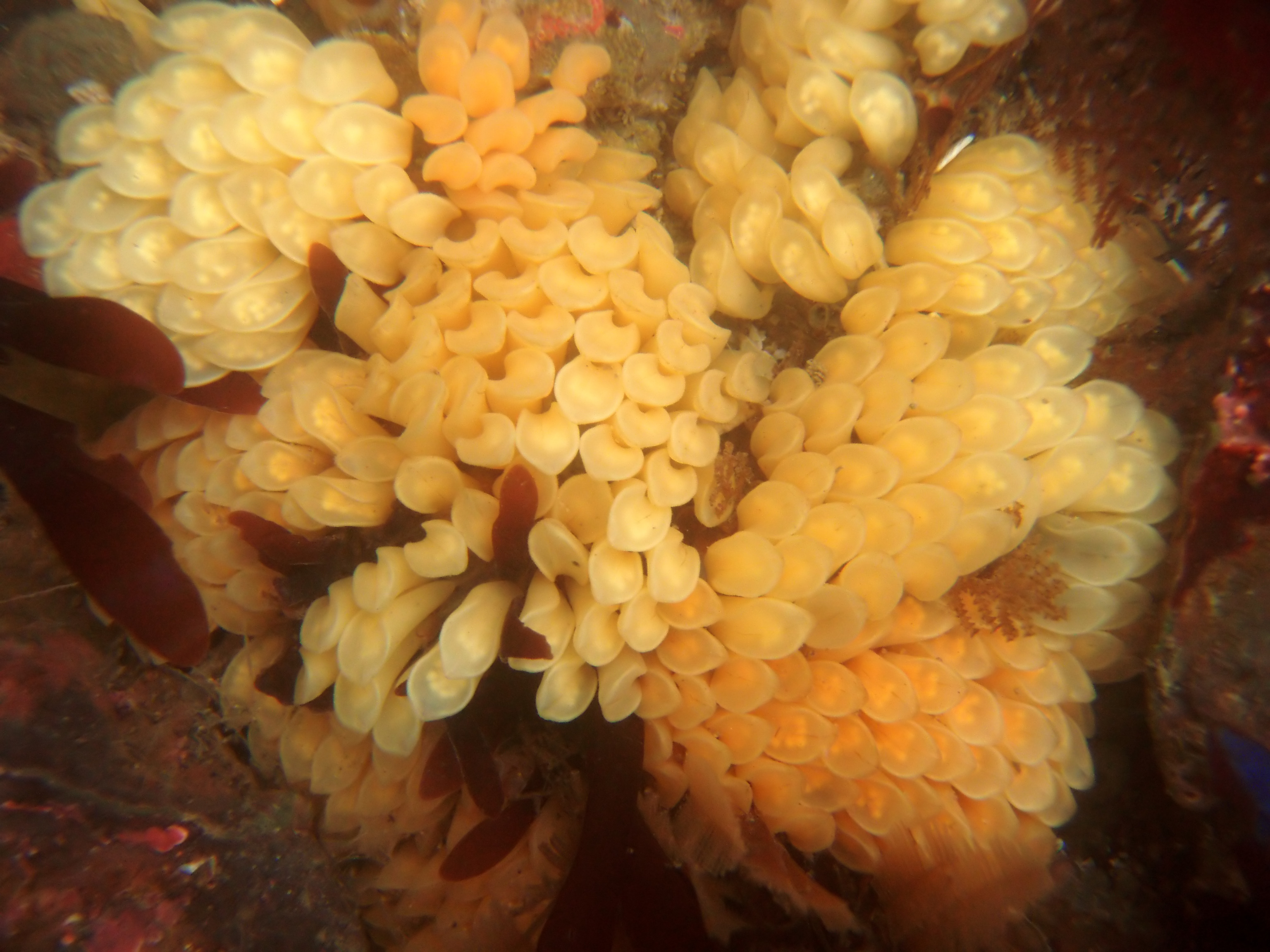
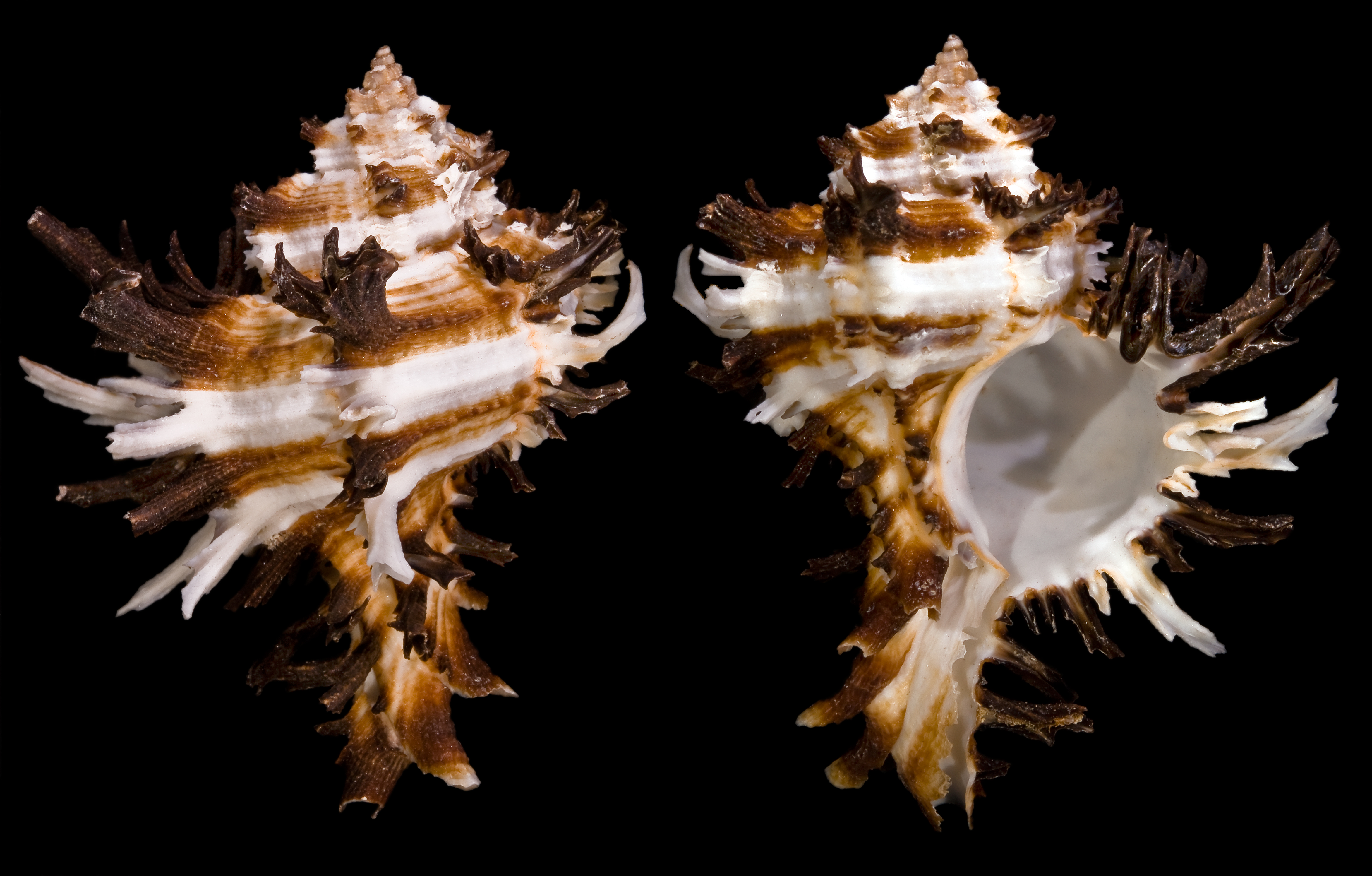
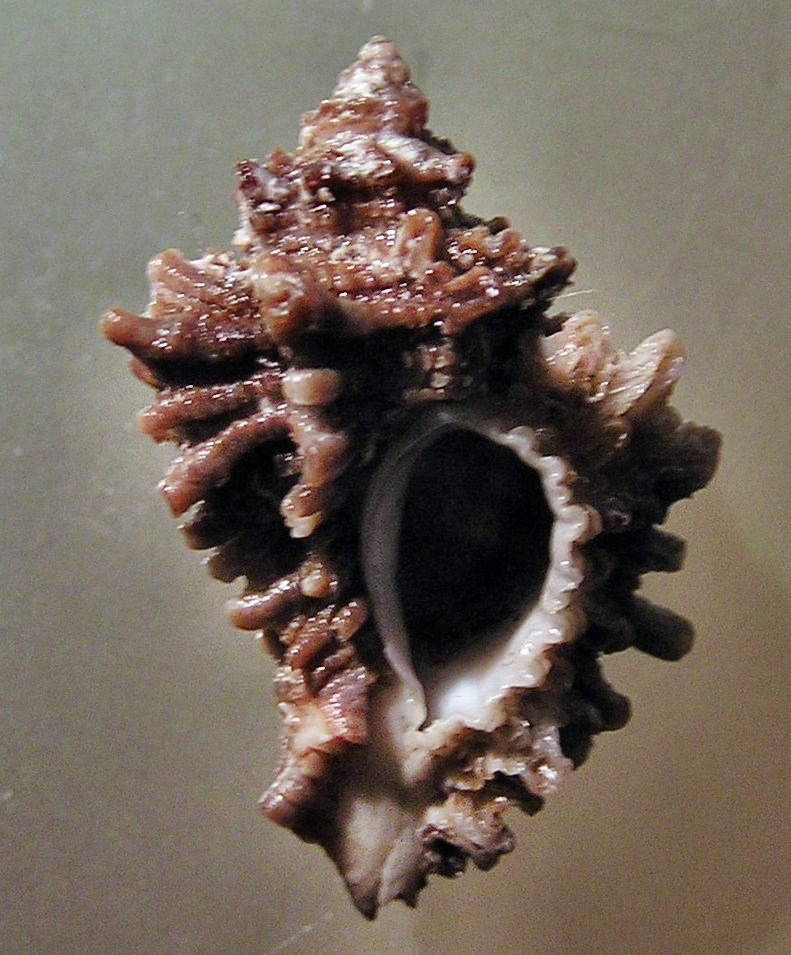

## Undertaxa till valksnäckor, i alfabetisk ordning[1][2]
- Acanthina
- Acanthotrophon
- Agnewia
- Aspella
- Attiliosa
- Austrotrophon
- Boreotrophon
- Calotrophon
- Ceratostoma
- Chicomurex
- Chicoreus
- Comptella
- Dermomurex
- Dicathais
- Drupinia
- Emozamia
- Eupleura
- Favartia
- Forreria
- Haustellum
- Haustrum
- Hexaplex
- Lenitrophon
- Lepsiella
- Lepsithais
- Maculotriton
- Magilus
- Maxwellia
- Morula
- Murex
- Murexiella
- Murexsul
- Muricopsis
- Neothais
- Nipponotrophon
- Nodulotrophon
- Nucella
- Ocenebra
- Ocenotrophon
- Ocinebrellus
- Ocinebrina
- Pagodula
- Paratrophon
- Paziella
- Pazionotus
- Phyllocoma
- Plicopurpura
- Poirieria
- Pterochelus
- Pteropurpura
- Pterotyphis
- Pterynotus
- Purpura
- Rapa
- Roperia
- Scabrotrophon
- Stramonita
- Terefundus
- Thais
- Trachypollia
- Trophon
- Trophonopsis
- Typhinellus
- Typhis
- Urosalpinx
- Uttleya
- Xymene
- Xymenella